# ألان جون لانس سكوت
ألان جون لانس سكوت (بالإنجليزية: Alan John Lance Scott)‏ هو عسكري نيوزيلندي، ولد في 29 يونيو 1884 في كرايستشرش في نيوزيلندا، وتوفي في 16 يناير 1922 في لندن في المملكة المتحدة.